# Шаблатович Олег Миколайович
Олег Миколайович Шаблатович (нар. 27 квітня 1979, м. Дрогобич, Львівська область) — український політик та юрист. Народний депутат України VII скликання за списком Партії регіонів.

## Освіта
2001 рік — Юридичний факультет Київського національного університету імені Тараса Шевченка, спеціальність — правознавство.

## Трудова діяльність
З 2000 року займається бізнесом. Запускав бізнес-проєкти в різних сферах. Є засновником компаній, які займаються юридичним бізнесом, роздрібною торгівлею продуктами харчування, дрібної побутової техніки та автомобільними товарами, логістичним бізнесом, будівництвом і експлуатацією житлової та комерційної нерухомості.
2002 — 2008 роки — директор ТОВ «Фортуна-Клаб».
2008 — 2010 роки — директор ТОВ «Аріана».
2009 — 2012 роки — радник міністра культури України.
2010 — 2011 роки — начальник відділу технічної політики та інвестицій в Міністерстві культури і туризму.
2009 рік — був обраний головою бюро Шевченківської районної у м. Києві організації партії Сергія Тігіпка «Сильна Україна».
2010 рік — очолював бюро Київської міської організації «Сильної України» — до об'єднання з Партією регіонів в 2012 р.
На парламентських виборах 2012 р. був обраним народним депутатом Верховної Ради України за списком Партії регіонів.
Член Комітету Верховної Ради України з питань аграрної політики та земельних відносин.